# 第二次フィッシャー砦の戦い
第二次フィッシャー砦の戦い （だいにじフィッシャーとりでのたたかい、Second Battle of Fort Fisher ） は、南北戦争の終戦近くにノースカロライナ州ウィルミントン郊外フィッシャー砦に対して、北軍の陸軍と海軍が合同で行った攻撃である。
フィッシャー砦は「南部のジブラルタル」と言われることもある南軍最後の主要海岸拠点であり、南北戦争を通じて莫大な戦略的価値があった。

## 背景
ウィルミントンは南軍にとって、最後まで開かれている主要港だった。ウィルミントンを出港した船はケープフェア川を通ってバハマ、バミューダあるいはノバスコシアまで航海し、綿花やたばこと引き換えにイギリスから必要な物資を手に入れていた。その船がフィッシャー砦で守られていた。この砦はロシアのセヴァストポリにあるマラコフ・タワーに倣い、ほとんど土と砂で造られていた。北軍の艦船からの激しい砲火も吸収するように造られており、従来のモルタルやレンガで造られた要塞よりも効果的だった。22門の大砲が大洋を向いており、25門が陸地を向いていた。海に面した大砲は高さ12フィート (3.6 m)の砲台に載せられ、砦の南端の砲台は高さ45フィート (13.5 m)と60フィート (18 m)だった。砦を構成する巨大な土盛りの塚の下には地下通路と防弾性のある部屋があった。
この要塞はウィルミントン港とケープフェア川を北軍艦船の攻撃から守ることができた。1864年12月24日、ベンジャミン・フランクリン・バトラー少将の指揮する北軍が2日間に渉って攻撃を掛けたが撃退された（第一次フィッシャー砦の戦い）。
北軍は1865年1月に、今度はアルフレッド・テリー少将の指揮で戻ってきた。テリーはユリシーズ・グラント将軍に選ばれ、ジェームズ軍から暫定軍団9,000名を率いた。デイビッド・D・ポーター海軍少将は12月の失敗した試みの後で、北大西洋封鎖船隊の60隻の艦船を率いてノースカロライナ海岸に戻ってきた。
南軍はW・H・C・ホワイティング将軍がケープフェア地区軍を指揮しており、この方面の指揮官ブラクストン・ブラッグ将軍に援軍を送ってくれるよう要請した。ブラッグはウィルミントンを守るために必要と考えていたので、その軍隊を減らしたくはなかった。最終的にはウィリアム・ラム大佐が守るフィッシャー砦に援軍を送り砦の守備隊は1,900名になった。ロバート・ホーク少将配下の6,400名の1個師団が砦の北の半島に駐屯していた。ホワイティングは自ら砦に行って指揮官に「ラムよ、貴方と運命を共にするために来た。貴方とその守備隊は犠牲になる」と告げた。

## 戦闘
アルフレッド・テリーは以前にチャールストン港の包囲戦で部隊を指揮したことがあり、アメリカ海軍と協調する重要性が分かっていた。ポーター提督と共に協働攻撃の作戦を十分に練った。チャールズ・J・ペイン准将指揮下の有色人種1個師団を派遣して半島上のホーク師団を牽制することとした。もう一つのアデルバート・エイムズ准将師団はジョセフ・C・アボット大佐の独立旅団の支援を得て、半島を下って陸上から砦を攻撃し、半島の川の方にある陸側の防壁を叩くものとした。ポーターは2,000名の水兵と海兵の上陸部隊を編成し、同じ防壁の海側端で砦の海側を攻撃するものとした。
1月13日、テリーはホーク軍とフィッシャー砦の間でその軍隊を上陸させた。ホークはウィルミントンへの道を空ける危険を冒したくなかったので、北軍全軍が無事に上陸する間交戦を控えた。翌日、テリーは南の砦の方へ進み、砦を偵察して歩兵による攻撃が成功すると判断した。

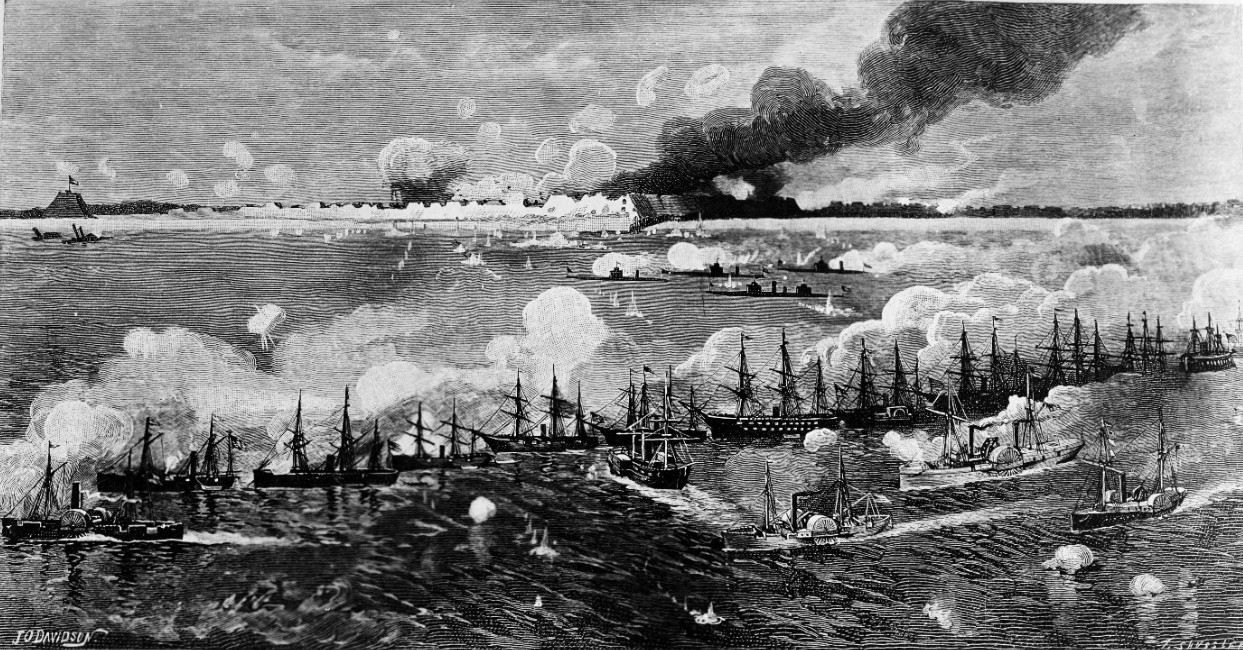
陸からの攻撃前にフィッシャー砦を砲爆する北大西洋封鎖戦隊の艦船

1月15日、ポーターの砲艦が砦の海側に対して砲火を開き、正午までに2門の大砲を除き沈黙させた。この艦砲射撃の間、ホークはその前線からフィッシャー砦まで約1,000名の部隊を派遣したが、防御線の中に入れたのは約400名に過ぎず、残りは引き返さざるを得なかった。この頃、キダー・R・ブリーズ海軍中佐に率いられた水兵と海兵が上陸し、砦の陸側と海側の防壁が結合されているパルピットと呼ばれる地点に進軍した。この攻撃は大失敗だった。海兵は連発拳銃とカトラス（短剣）で武装した水兵が突撃するのを援護射撃することになっていた。しかし攻撃は組織立ってはいない集団で進行した。ホワイティングは自ら守備隊を指揮しこの攻撃隊を壊走させた。
しかし、この攻撃で、エイムズが攻撃開始の準備をしていた川の門から南軍の注意を逸らした。午後2時、エイムズはN・マーティン・カーティス名誉准将の旅団を先ず進発させ、ガルーシャ・ペニーパッカー大佐とルイス・ベル大佐の旅団は待たせた。カーティス旅団の前衛部隊が斧を使って防柵や逆茂木を切り開いた。カーティス旅団は外側の工作物を制圧し最初の防衛線に殺到した時に大きな損失を受けた。この時点でエイムズはペニーパッカー旅団に前進を命じ、エイムズも砦の中まで同行した。エイムズが前進し始めると南軍の狙撃手がエイムズ隊に照準を合わせ、エイムズの周りにいた多くの副官を倒した。ペニーパッカー隊が川側の門から突入し、エイムズは自隊の一部に砦の中で防御陣地を構築させた。一方南軍は半島南端にあったブキャナン砲台の大砲の向きを変え、北軍の手に落ちた北の防壁に発砲した。エイムズはカーティスの先導隊が第4の防御線で立ち往生しているのを認め、ベル旅団に前進を命じたが、ベルは砦に到着する前に狙撃兵に殺された。ホワイティングは砦の裂け目や内部に北軍攻撃部隊が溢れるのを見て、この機を自ら反撃隊を率いる時だと判断した。北軍兵に突撃する間、何度も降伏要求を受けたが、その度に拒否し、銃弾に当たって致命傷を負った。

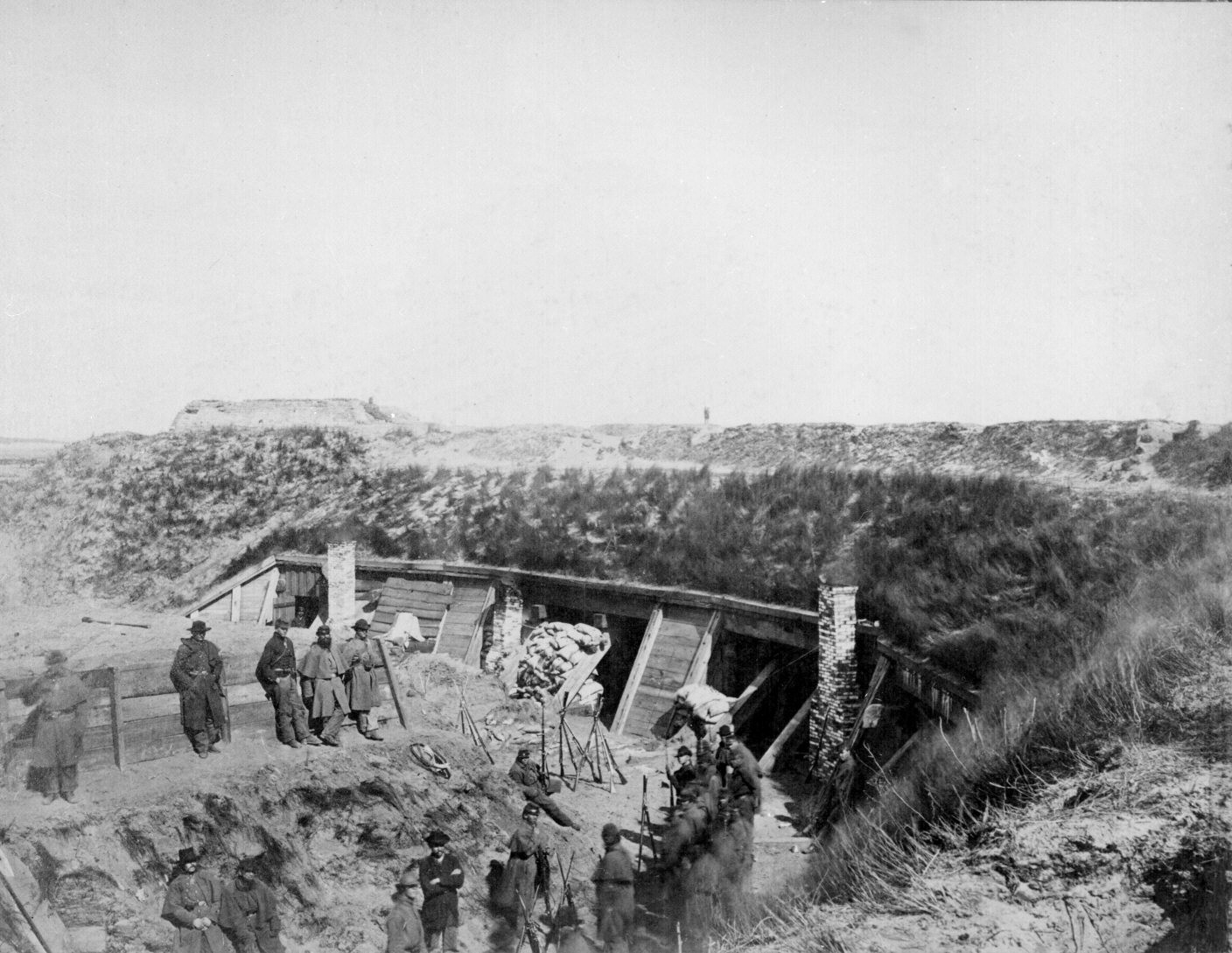
占領後のパルピット

ポーターの砲艦は北軍の士気を維持することに貢献した。その砲手の照準は恐ろしく正確であり、北軍が海側の防壁に近付くにつれて守備隊を排除し始めた。カーティス隊は激戦だった4番目の防衛線も攻略した。ラム大佐は病院にいた病気や負傷兵まで砦に残るあらゆる兵士を集め始め、最後の防御線での反撃に備えた。ラムが突撃を命じようというまさにその時、重傷を負って倒れ、ホワイティングに続いて砦の病院に担ぎ込まれた。エイムズはその時の陣取りで塹壕戦に移るよう指示した。この指示を聞いた興奮状態のカーティスは鋤を取り上げるとそれを南軍の塹壕に向かって投げ込み、「掘れよおまえ達、おまえ達のためにやってきたぜ」と叫んだ。戦闘に入って約1時間経った頃に、カーティスはエイムズとの協議に戻る途中で負傷した。ペニーパッカー大佐も戦闘が終わる前に負傷した。
大変な戦いが何時間も続いて、暗闇になってからも長くなり、海からの砲弾が飛び込んで来る中で、エイムズはその連隊指揮官や旅団指揮官の全てが戦死または負傷したために次第に統制が取れなくなった師団とともに戦った。テリーはアボット旅団を攻撃の支援のために送り出し、その後砦の中でエイムズに合流した。一方フィッシャー砦の病院では、ラムが指揮権をジェイムズ・ライリー少佐に渡し、ホワイティングはブラッグ将軍に最後の援兵要請の伝令を派遣した。ブラッグはまだフィッシャー砦が落ちていないと信じ、ホワイティングの要求にも倦んでいたので、アルフレッド・コルキット准将を派遣してホワイティングを解任し、フィッシャー砦の指揮を引き継ぐよう指示した。午後9時半、コルキットが砦の南基礎に上陸したときは、ラム、ホワイティングおよび負傷した南軍兵がブキャナン砲台まで押し込まれた時だった。

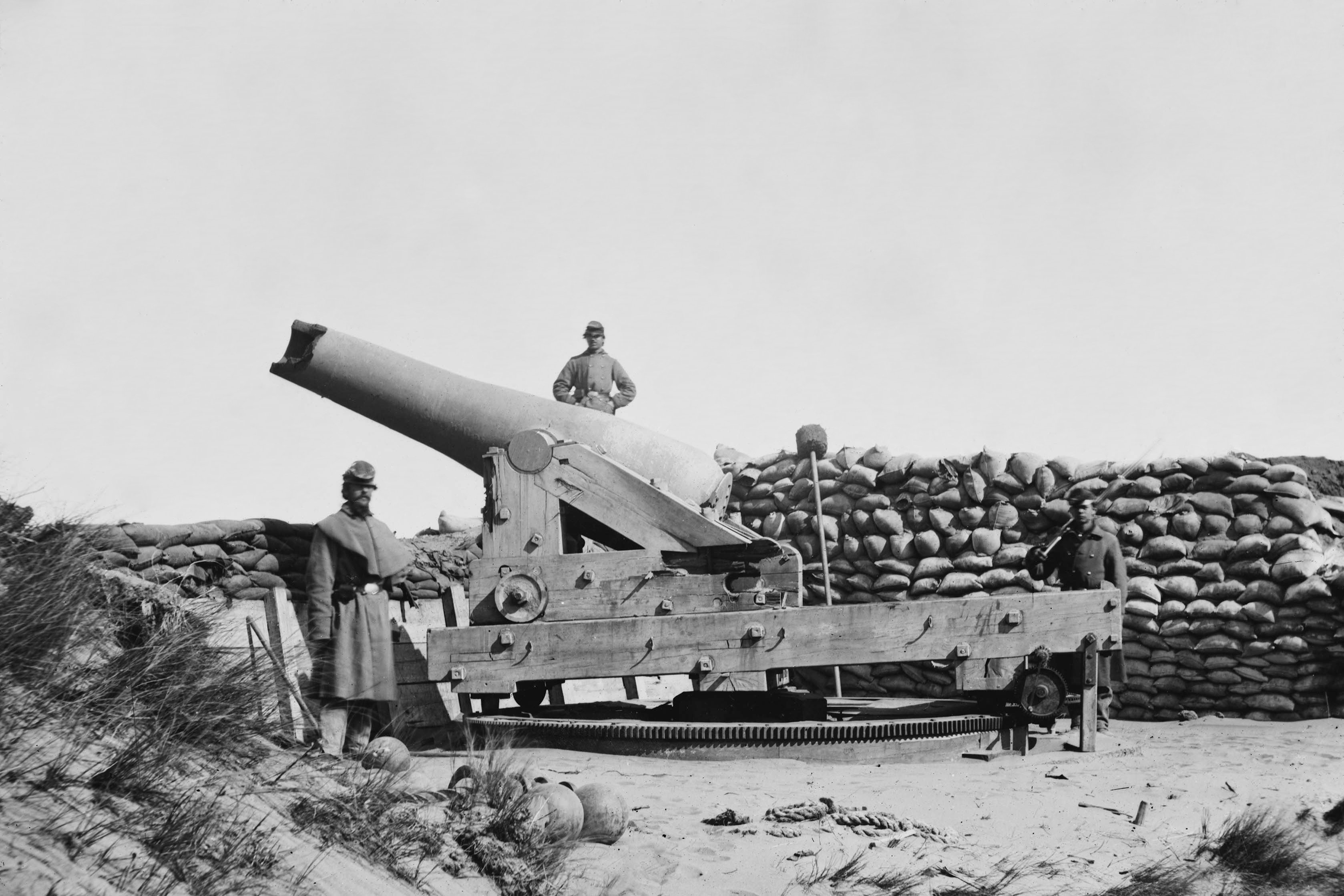
砲口の欠けたフィッシャー砦の大砲

この時点で南軍のフィッシャー砦死守は不可能に近くなっていた。海側の砲台は沈黙し、北側の防壁はほとんど全て占領され、エイムズは内部の稜堡で防御体制を布いていた。しかし、テリーはその夜のうちに戦いを終結させることにした。エイムズは攻勢を続けることを命令し、側面攻撃隊を編成し、一部は防壁の外から進撃して南軍の最後の防御戦の背後に回りこむよう指示した。数分のうちに南軍の敗北は間違いのないものになった。コルキットとその参謀は、アボット隊が桟橋を確保する直前にボートに駆け足で辿り着いた。ライリー少佐は白旗を持って北軍の前線に歩み寄り、砦は降伏する旨を告げた。午後10時直前にテリーは馬でブキャナン砲台まで乗り入れ、ホワイティングから砦の公式の降伏を受けた。

## 戦いの後
フィッシャー砦の喪失で、南軍の最後の海港の運命が閉じられた。このことは、南軍が新しく形成されつつある世界の貿易市場と隔絶されることであり重大だった。１ヶ月後ジョン・マカリスター・スコフィールド少将の北軍がケープフェア川を遡り、ウィルミントンを占領した。

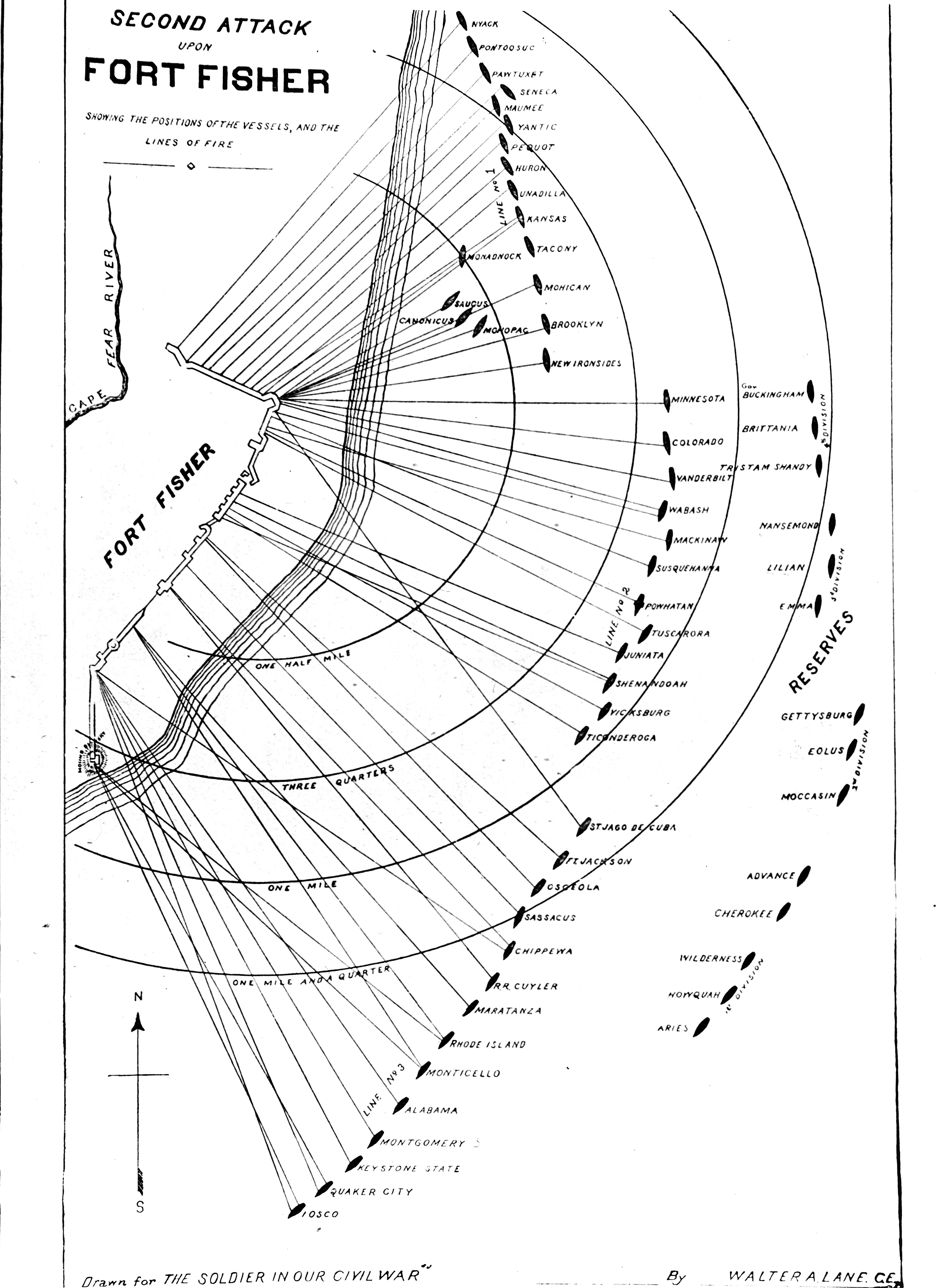
北軍艦艇の位置と砲撃の目標

1月16日、北軍の祝勝気分は、砦の火薬庫が爆発して火薬庫の屋根の上で寝ていた104名の北軍兵が殺害されたときに損なわれた。
ウィリアム・ラムはこの戦闘で生き残ったが、その後の7ヶ月間は松葉杖が必要だった。ホワイティングは捕虜になり、収容所にいる間に死んだ。ペニーパッカー大佐の傷は致命傷と考えられ、テリーは准将への名誉昇進を受けさせることを保障した。ペニーパッカーはテリーが約束したように名誉昇進を受けたが、2月18日に20歳で正式に志願兵の准将に昇進した。今でもアメリカ陸軍でその階級を受けた最年少の記録となっている（その後1916年まで生きた）。N・マーティン・カーティスも准将への正式昇進を受け、カーティスとペニーパッカーはこの戦闘での功績で名誉勲章を受けた。アメリカ合衆国陸軍長官エドウィン・スタントンが思いがけずフィッシャー砦を訪れ、テリーがスタントンに守備隊の軍旗を贈呈した。

## 対戦した戦力

### 北軍
暫定軍団 - アルフレッド・テリー少将
- 第1師団（第24軍団）
  - 第2旅団 - ジョセフ・C・アボット大佐

- 第2師団（第24軍団） - アデルバート・エイムズ准将
  - 第1旅団 - N・マーティン・カーティス名誉准将
  - 第2旅団 - ガルーシャ・ペニーパッカー大佐
  - 第3旅団 - ルイス・ベル大佐

- 第3師団（第25軍団） - チャールズ・J・ペイン准将
  - 第2旅団 - ジョン・W・エイムズ大佐
  - 第3旅団 - エリアス・ライト大佐

北大西洋封鎖戦隊 - デイビッド・ディクソン・ポーター海軍少将 
（USSサスケハナおよびUSSポーハタン以外の艦船リンクは全て英文）
| - 監視船 - USS マホパ - USS カノニカス - USS ソーガス - USS モナドノック - 第1戦列 - USS ニューアイアンサイド - USS ブルックリン - USS モヒカン - USS タコニー - USS カンザス - USS ウナディラ - USS ヒューロン - USS ピクォート - USS ヤンティック - USS モーミー - USS セネカ - USS ポーテュゼット - USS ポントゥーサック - USS ナイアック | - 第2戦列 - USS タイコンデロガ - USS ビックスバーグ - USS シェナンドー - USS ジュニアタ - USS タスカローラ - USS ポーハタン - USS サスケハナ - USS マキノー - USS ワバッシュ（下図） - USS バンダービルト - USS コロラド - USS ミネソタ - 第3戦列 - USS イオスコ - USS クエーカーシティ - USS キーストーンステイト - USS モンゴメリー - USS アラバマ - USS モンティチェロ - USS ロードアイランド - USS マラタンザ - USS R・R・カイラー - USS チペワ - USS ササカス - USS オスケオラ - USS フォートジャクソン - USS サンチャゴデキューバ | - 予備隊 - USS エアリーズ - USS ハウクァ - USS ウィルダネス - USS チェロキー - USS アドバンス - USS モカシン - USS イオラス - USS ゲティスバーグ |

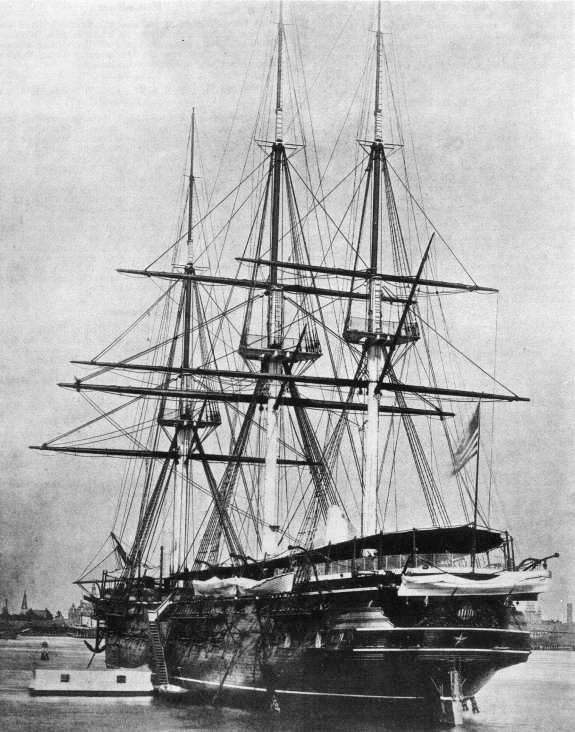
USS ワバッシュ

- 海軍上陸部隊 - キダー・R・ブリーズ戦隊長
  - 第1師団（アメリカ海兵隊） - リュシアン・L・ドーソン海軍大佐
  - 第2師団 - チャールズ・H・クッシュマン海軍中佐
  - 第3師団 - ジェイムズ・パーカー海軍中佐
  - 第4師団 - トマス・O・セルフリッジ海軍中佐

### 南軍
ノースカロライナ方面軍 - ブラクストン・ブラッグ将軍
第3地区 - W・H・C・ホワイティング少将

- ケープフェア河口守備軍 - ルイス・ヘバート准将
  - フィッシャー砦守備隊 - ウィリアム・ラム大佐 負傷; ジェイムズ・ライリー少佐

- ホーク師団 - ロバート・F・ホーク少将
  - クリングマン旅団 - ヘクター・マキサン大佐
  - コルキット旅団 - アルフレッド・H・コルキット准将
  - ハーグッド旅団 - ロバート・F・グラハム大佐
  - カークランド旅団 - ウィリアム・カークランド准将